# Procladius denticulatus
Procladius denticulatus är en tvåvingeart som beskrevs av James E. Sublette 1964. Procladius denticulatus ingår i släktet Procladius och familjen fjädermyggor. Inga underarter finns listade i Catalogue of Life.